# 斯科斯堡站
斯科斯堡站（丹麦语：Skodsborg Station）是一座火车站，位于丹麦首都大区魯澤斯代市鎮斯科斯堡镇，1897年8月2日启用。连接哥本哈根和赫尔辛格的西兰岛海岸铁路途经本站。本站现主要服务于周边居民和前往附近海边度假的游客。本站所在的斯科斯堡是一座宁静、安逸的小镇。斯科斯堡站采用与西兰岛海岸铁路车站中常用的浪漫民族主义建筑风格，总设计师为海因里克·文克。斯科斯堡站现已列入官方历史建筑名录。

## 相邻车站
| 上一站                          | 丹麦国家铁路   | 下一站                    |
| ------------------------------- | -------------- | ------------------------- |
| 克兰彭堡站 往：哥本哈根火车总站 | 西兰岛海岸铁路 | 韦兹拜克站 往：赫尔辛格站 |

## 外部連結
- 丹麦国家铁路官网对斯科斯堡站的介绍 （页面存档备份，存于）（丹麦语）